# Грашне
Грашне (словац. Hrašné) — село, громада округу Миява, Тренчинський край. Кадастрова площа громади — 7.88 км².
Населення 491 особа (станом на 31 грудня 2019 року).

## Історія
Грашне згадується 1955 року.

## Населення
| Рік:            | 1994. | 2004.   | 2014.   | 2024.   |
| --------------- | ----- | ------- | ------- | ------- |
| Кількість осіб: | 521   | 505     | 485     | 480     |
| Різниця:        |       | -3,07 % | -3,96 % | -1,03 % |

| Рік:            | 2023. | 2024.   |
| --------------- | ----- | ------- |
| Кількість осіб: | 469   | 480     |
| Різниця:        |       | +2,34 % |